# パスカル・パペ
パスカル・パペ（Pascal Pape、1980年10月5日 - ）は、フランスの元ラグビーユニオン選手。

## プロフィール
- フランス・リヨン出身。
- ポジションはロック(LO)。
- 身長 195cm、体重 122kg
- フランス代表通算キャップ数は65。
- ラグビーワールドカップ2011・ラグビーワールドカップ2015のフランス代表に選ばれた[1]。

## 略歴
ブルゴワン、カストル・オランピックを経て、2007年、スタッド・フランセに加入。 
2017年、現役を引退した。 